# Dicranomyia (Melanolimonia) fulvonigrina
Dicranomyia (Melanolimonia) fulvonigrina is een tweevleugelige uit de familie steltmuggen (Limoniidae). De soort komt voor in het Oriëntaals gebied.